# اقامت استوارت
اقامت استوارت (انگلیسی: Stuart Reside; ۶ سپتامبر ۱۹۷۸ – ) قایقران روئینگ اهل استرالیا بود.
وی در مسابقات کشوری و بین‌المللی در مجموع برندهٔ ۲ مدال طلا، ۲ مدال برنز شده‌است.